# 東市来町湯田
東市来町湯田（ひがしいちきちょうゆだ）は、鹿児島県日置市の大字。旧薩摩国日置郡市来郷湯田村、日置郡東市来村大字湯田、日置郡東市来町大字湯田。郵便番号は899-2201。人口は4,340人、世帯数は1,861世帯（2020年10月1日現在）。

## 地理
日置市の西部、大里川下流域に位置している。字域の北方にはいちき串木野市川上、南方には東市来町伊作田、南方から東方にかけては東市来町長里、東方には東市来町養母、西方にはいちき串木野市大里がそれぞれ接しており、西方の一部には東シナ海に面している。
字域の中央部を東西に国道3号が通っており、それに沿って鹿児島本線が通っている。字域内には湯之元駅が所在している。湯之元交差点より鹿児島県道309号山田湯之元停車場線が東方に向かって分岐しており、湯田小入口交差点からは南方に向けて鹿児島県道306号戸崎湯之元停車場線が通り、字域の南方を通る国道270号に接続する。途中で南九州西回り自動車道と高架で交差している。
駅前を中心に湯之元温泉の温泉街が形成されている。

## 歴史

### 成立から町村制施行まで
湯田という地名は江戸期より見え、薩摩国日置郡市来郷（外城）のうちであり、村高は「天保郷帳」では1,261石余、「旧高旧領取調帳」では1,425石余であった。
地内にある稲荷大明神社は市来郷の宗廟であり、承久3年に島津忠久の母である丹後局（丹後内侍）の創建である。

### 町村制施行以後
1889年（明治22年）に町村制が施行されたのに伴い、東市来村が成立。江戸期の湯田村は東市来村の大字「湯田」となった。1937年（昭和12年）には東市来村が町制施行し、東市来町の大字となった。
2005年（平成17年）5月1日に東市来町が日置郡伊集院町、吹上町、日吉町と合併し日置市が成立した。この合併に先立って設置された法定合併協議会である「日置中央合併協議会」において大字名については「字の区域は、現行どおりとし、現行の字の名称の前に当該字の属する合併前の町の名称を付し、字の名称を変更する。」と協定された。合併日の2005年（平成17年）5月1日に鹿児島県の告示である「 字の名称の変更」が鹿児島県公報に掲載された。この告示の規定に基づき即日大字の名称変更が行われ、大字名が「湯田」から「東市来町湯田」に改称された。
また、2007年（平成19年）には字域内にあった皆田小学校が湯田小学校に統合され廃校となった。

## 人口
以下の表は国勢調査による小地域集計が開始された1995年以降の人口の推移である。
| 統計年             | 統計年 | 人口  | 人口 |
| ------------------ | ------ | ----- | ---- |
| 1995年（平成7年）  | [ 8 ]  | 5,335 |      |
| 2000年（平成12年） | [ 9 ]  | 5,425 |      |
| 2005年（平成17年） | [ 10 ] | 5,336 |      |
| 2010年（平成22年） | [ 11 ] | 5,042 |      |
| 2015年（平成27年） | [ 12 ] | 4,706 |      |
| 2020年（令和2年）  | [ 3 ]  | 4,340 |      |

## 施設

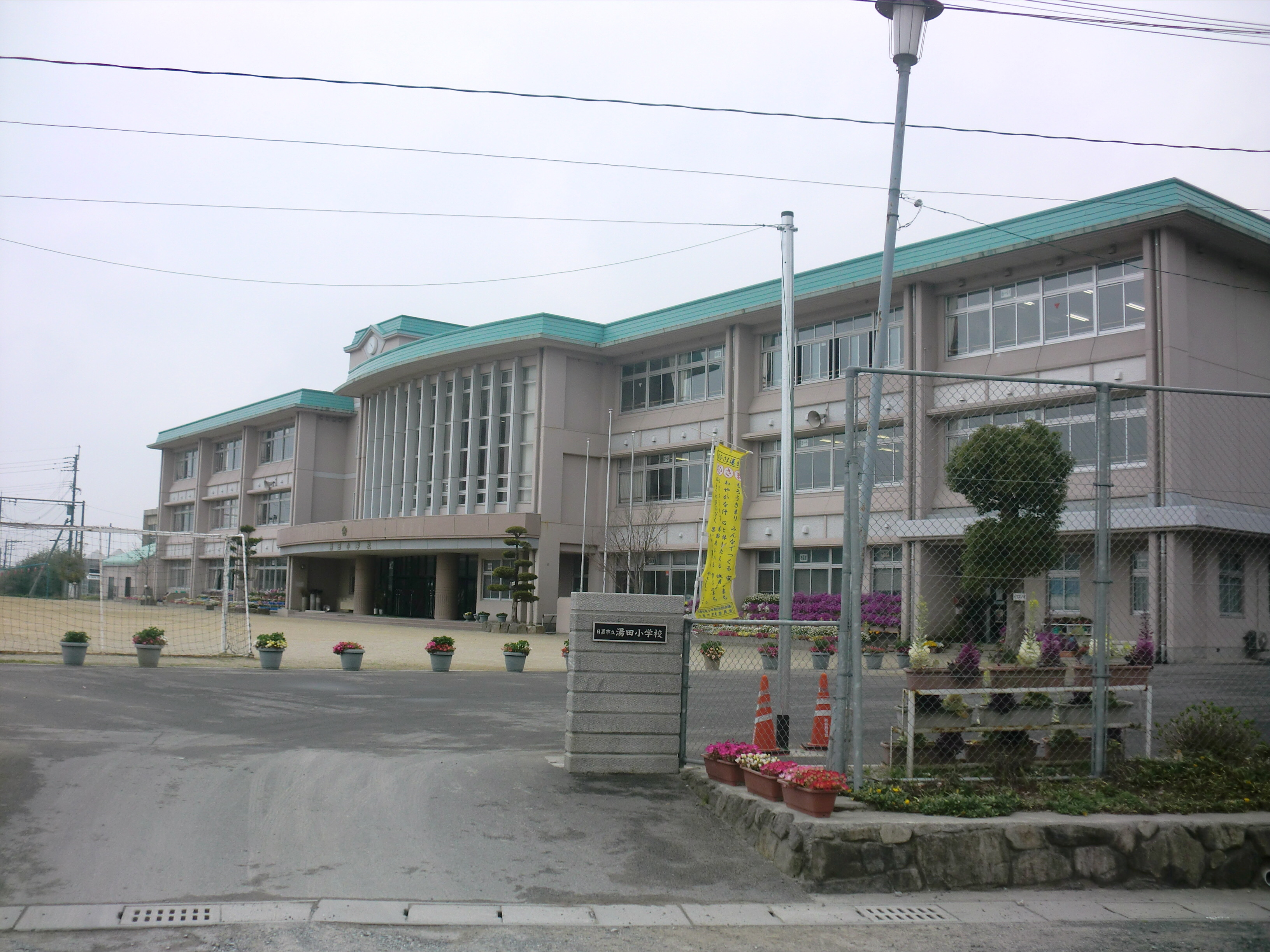
日置市立湯田小学校

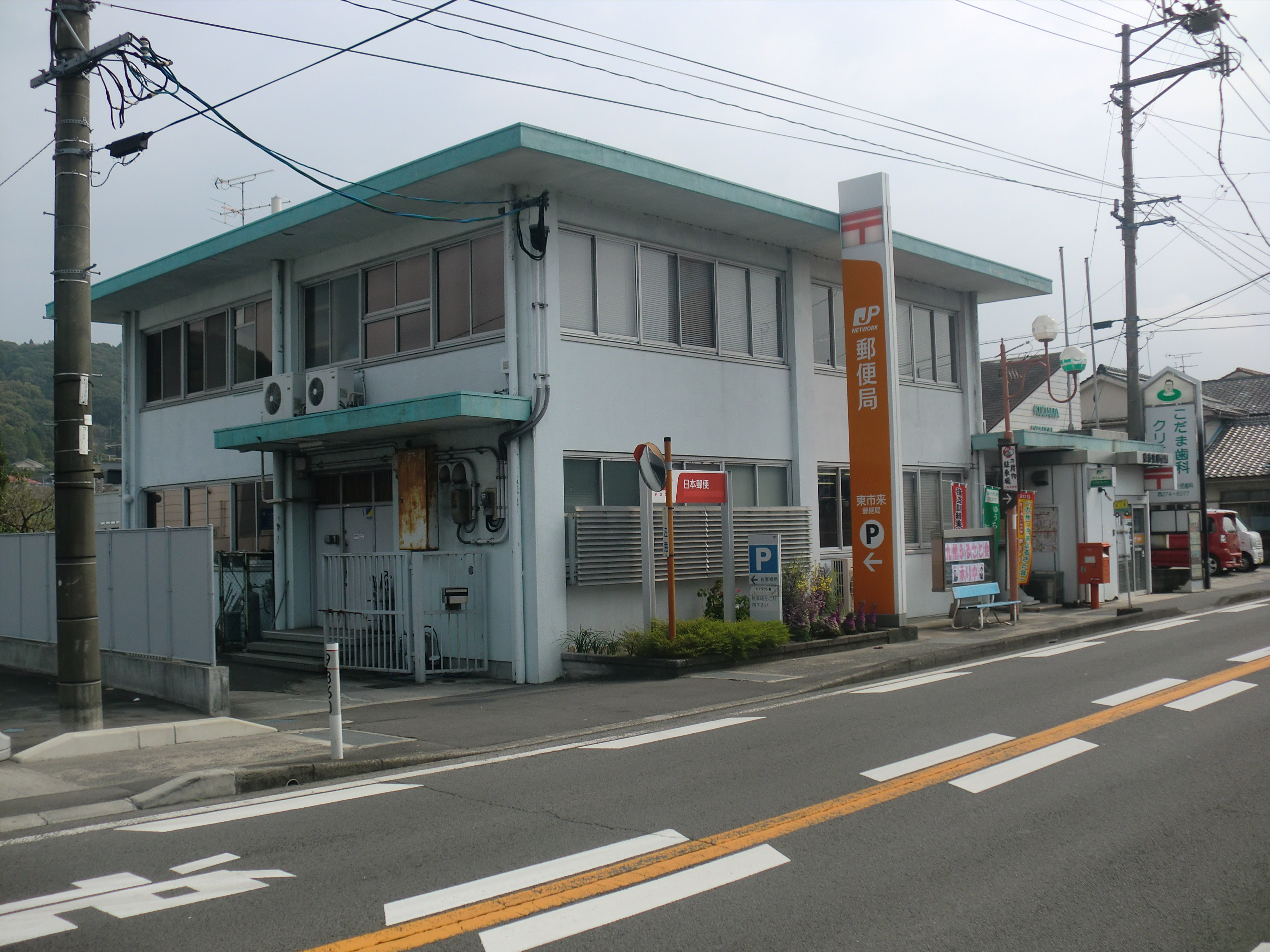
東市来郵便局

### 公共
- 鹿児島県警察日置警察署東市来交番[13]
- 湯之元球場

### 教育
- 日置市立湯田小学校
- 湯田保育園

### 郵便局
- 東市来郵便局
- 皆田簡易郵便局

## 小・中学校の学区
市立小・中学校に通う場合、学区（校区）は以下の通りとなる
| 大字         | 番地 | 小学校             | 中学校               |
| ------------ | ---- | ------------------ | -------------------- |
| 東市来町湯田 | 全域 | 日置市立湯田小学校 | 日置市立東市来中学校 |

## 交通

### 道路
一般国道
- 国道3号
- 国道270号

一般県道
- 鹿児島県道306号戸崎湯之元停車場線
- 鹿児島県道309号山田湯之元停車場線

### 鉄道
九州旅客鉄道
- 湯之元駅